# Каракой, Тихон Кириллович
Тихон Кириллович Каракой (17 августа 1923, по другим данным в 1927 или 1930 году) — советский медик, Герой Социалистического Труда (1969).

## Биография
Родился по разным данным в селе Белоусовка либо в селе Богдановка (оба села ныне в составе Тульчинского района Винницкой области). Украинец.
В марте 1944 года призван в ряды РККА Тульчинским РВК. Участник Великой Отечественной войны с марта 1944 года: разведчик взвода пешей разведки 836-го стрелкового полка 240-й стрелковой дивизии 40-й армии 2-го Украинского фронта, красноармеец.
С 1948 года в течение 25 лет работал заведующим фельдшерско-акушерского пункта в селе Богдановка.

## Награды
Указом Президиума Верховного Совета СССР от 4 февраля 1969 года Каракою Тихону Кирилловичу присвоено звание Героя Социалистического Труда с вручением ордена Ленина и медали «Серп и Молот».
Также награжден орденами Отечественной войны 1-й (11.03.1985) и 2-го (05.04.1945) степеней и медалями, в том числе и «За отвагу» (15.05.1945).